# Gostaresh Foolad Tabriz
Maillots
Le Gostaresh Foolad Tabriz Football Club (en persan : باشگاه فوتبال گسترش فولاد تبریز), plus couramment abrégé en Gostaresh Foolad, est un ancien club iranien de football fondé en 2008 et disparu en 2018, et basé dans la ville de Tabriz.
Le club évolue pour la première fois en première division lors de la saison 2013-2014.

## Histoire
Le club est fondé le 1er mars 2008 et démarre en troisième division. Dès sa première saison le club est promu en deuxième division, en 2013 il est promu en première division. Le club connait son plus grand succès en 2010 en atteignant la finale de la Coupe d'Iran en étant pensionnaire de deuxième division, il se fera battre par le Persépolis FC (0-1 et 1-3).
En 2018 le club est dissous par son propriétaire et remplacé en première division par Machine Sazi FC.

## Palmarès
| Compétitions nationales                                                                     |
| ------------------------------------------------------------------------------------------- |
| - Championnat d'Iran D2 (1) : - Champion : 2012-13. - Coupe d'Iran : - Finaliste : 2009-10. |

## Personnalités du club

### Entraîneurs du club
| - Hossein Khatibi (janvier 2009 - mars 2010) - Farhad Kazemi (mars 2010 - décembre 2010) - Luka Bonačić (15 décembre 2010 - 25 juin 2011) - Engin Firat (1er juillet 2011 - 30 septembre 2011) - Mohammad Hossein Ziaei (octobre 2011 - février 2012) - Hadi Bargizar (février 2012 - juillet 2012) |  | - Rasoul Khatibi (1er juillet 2012 - 2 janvier 2014) - Mehdi Tartar (2 janvier 2014 - 3 octobre 2014) - Faraz Kamalvand (4 octobre 2014 - 4 mai 2017) - Luka Bonačić (10 mai 2017 - 29 septembre 2017) - Firouz Karimi (29 septembre 2017 - 1er juillet 2018) |

### Joueurs emblématiques
- Ruslan Majidov
- Rasoul Khatibi
- Thomas Manga